# フランチェスカ・アルキブージ
フランチェスカ・アルキブージ（Francesca Archibugi, 1960年5月16日 - ）は、イタリア出身の映画監督、脚本家、女優。

## プロフィール
女優として数本の映画に出演した後、1989年に『ミニョンにハートブレイク』で監督デビューする。
女優としては芽が出なかったが、監督へと活動を移すと次第に頭角を現すようになっていった。
1993年には『かぼちゃ大王』でカンヌ国際映画祭審査員賞を受賞した。

## 監督作品
- ミニョンにハートブレイク Mignon Has Come to Stay  (1989)
- 黄昏に瞳やさしく Towards Evening (1991)
- かぼちゃ大王 The Great Pumpkin  (1993)…＊ビデオタイトルは「私が愛した少女」
- L'unico paese al mondo (1994)
- Ritratti d'autore: seconda serie (1996)
- La strana storia di Banda Sonora(1997)
- Shooting the Moon (1998)
- 明日、陽はふたたび Tomorrow (2001)
- Gabbiani (2004)
- いつか翔べるように Lezioni di volo (2007)
- ハートの問題 Questione di cuore (2009)